# Sân bay Abengourou
Sân bay Abengourou (IATA: OGO, ICAO: DIAU) là một sân bay ở Abengourou, Bờ Biển Ngà.